# Stadio Carlos Tartiere (1932)
Lo stadio Carlos Tartiere fu uno stadio di calcio di Oviedo, in Spagna.

## Storia
Ha ospitato le partite casalinghe del Real Oviedo dal 1932, anno della sua inaugurazione, fino al 2000, quando fu sostituito dall'attuale e omonimo impianto. Venne infine demolito nel 2003.
Esso ospitò tre incontri del campionato del mondo 1982, tutti durante il primo turno e validi per il Gruppo 2;
- Cile -  Austria 0-1, 17 giugno
- Algeria -  Austria 0-2, 21 giugno
- Algeria -  Cile 3-2, 24 giugno